# Margarida Beaufort, Condessa de Devon
Margarida Beaufort (em inglês: Margaret; Westminster, 1409 — 1449) foi condessa de Devon como esposa de Tomás de Courtenay, 5.º Conde de Devon. Ela era filha de João Beaufort, 1.º Conde de Somerset e de Margarida Holland.

## Família
Seus avós paternos eram João de Gante, duque de Lencastre e fundador da Dinastia de Lencastre, filho do rei Eduardo III de Inglaterra, e Catarina Swynford. Seus avós maternos eram Tomás Holland, 2.º Conde de Kent e Alice Fitzalan, também conhecida como Alice Holland.
Margarida foi a segunda filha, sexta e última criança a nascer. Seus irmão eram: Henrique, conde de Somerset; João Beaufort, 1.º Duque de Somerset, pai de Margarida Beaufort, mãe do primeiro rei da Casa de Tudor, Henrique VII de Inglaterra; Tomás, conde de Perche; Edmundo Beaufort, 2.º duque de Somerset; Joana Beaufort, rainha da Escócia como esposa de Jaime I.

## Biografia
Margarida se tornou esposa de Tomás de Courtenay em data posterior a 1421. Ele era o único filho de Hugo de Courtenay, 4.º Conde de Devon e de Ana Talbot.
Um participante de Guerra das Rosas, ao se casar com Margarida, Tomás se tornou aliado dos Beaufort descendentes dos Lencastre, que eram oponentes da Casa de Iorque, outra facção da Guerra.

## Descendência
O casal teve cinco filhos:
- Tomás Courtenay, 6.º Conde de Devon (1414 - 3 de abril de 1461), sucessor do pai, foi marido de Maria de Anjou, filha ilegítima do conde Carlos IV de Maine. Tomás foi feito prisioneiro durante a Batalha de Towton, lutando pela causa dos Lencastre, e então decapitado. Sua esposa possivelmente foi capturada com a rainha Margarida de Anjou, sua prima, após a Batalha de Tewksbury. Não teve filhos;
- Henrique (m. 17 de janeiro de 1469), foi decapitado por traição em Salisbury. Não se casou ou teve filhos;
- João Courtenay, 15.º Conde de Devon (m. 4 de maio de 1471), morreu durante a batalha de Tewksbury. Sem descendência;
- Joana, primeiramente casada com Rogério Clifford, filho de Tomás Clifford, 8.º Barão de Clifford, que foi decapitado em 1485, após a Batalha de Bosworth Field. Depois se tornou esposa de Sir Guilherme Knyvet;
- Isabel, esposa de Hugo Conway.
- Ana Courtenay.
- Leonor Courtenay.
- Maud Courtenay.